# Keirin féminin aux Jeux olympiques d'été de 2012
Navigation
Rio de Janeiro 2016
Le keirin féminin, épreuve de cyclisme sur piste des Jeux olympiques d'été de 2012 a lieu le 3 août 2012 sur le Vélodrome de Londres. C'est la première fois que l'épreuve est au programme des Jeux pour les femmes.
La Britannique Victoria Pendleton, déclassée la veille lors de la vitesse par équipe, s'impose et remporte ainsi son premier titre international en keirin depuis le championnat du monde 2007, devançant la Chinoise Guo Shuang, championne du monde de la spécialité en 2009 et elle aussi malheureuse en vitesse par équipes (déclassée après la victoire en finale). Le podium est complété, contre toute attente, par Lee Wai-sze. L'une des grandes favorites, Anna Meares (double championne du monde en titre), s'est effondrée à un tour de l'arrivée alors que Simona Krupeckaitė, championne du monde en 2012, est éliminée en demi-finales.

## Format de la compétition
Le déroulement de la compétition est défini dans les articles 3.2.134 et suivants du règlement de l'UCI. Aucune disposition particulières aux Jeux olympiques n'est prévue.
Dix-huit concurrentes participent à l'épreuve.
Premier tour
Trois manches de six concurrentes. Les deux premières de chaque manche sont qualifiées pour les demi-finales, les autres vont en repêchage.
Repêchages
Deux manches de six concurrentes. Les trois premières de chaque manche sont qualifiées pour les demi-finales.
Demi-finales
Deux manches de six concurrentes. Les trois premières sont qualifiées pour la finale.
Finale
Une manche de six concurrentes.
Classement final
Les concurrentes éliminées en demi-finales participent à une manche de six concurrents pour l'attribution des places de 7 à 12. Les concurrentes éliminées en repêchages sont classées par deux 13e, 15e et 17e ex æquo selon leur place dans leurs manches de repêchage respectives.

## Programme
Tous les temps correspondent à l'UTC+1
| Date                 | Horaire | Manche                                  |
| -------------------- | ------- | --------------------------------------- |
| Vendredi 3 août 2012 | 16 h 00 | 1er tour, repêchage, 2e tour et finales |

## Résultats

### Premier tour
Série 1
| Rang | Coureuse           | Pays      |
| ---- | ------------------ | --------- |
| 1    | Kristina Vogel     | Allemagne |
| 2    | Ekaterina Gnidenko | Russie    |
| 3    | Lisandra Guerra    | Cuba      |
| 4    | Juliana Gaviria    | Colombie  |
| 5    | Monique Sullivan   | Canada    |
| 6    | Clara Sanchez      | France    |

Série 2
| Rang | Coureuse           | Pays             |
| ---- | ------------------ | ---------------- |
| 1    | Victoria Pendleton | Grande-Bretagne  |
| 2    | Anna Meares        | Australie        |
| 3    | Natasha Hansen     | Nouvelle-Zélande |
| 4    | Fatehah Mustapa    | Malaisie         |
| 5    | Lyubov Shulika     | Ukraine          |
| 6    | Willy Kanis        | Pays-Bas         |

Série 3
| Rang | Coureuse           | Pays         |
| ---- | ------------------ | ------------ |
| 1    | Guo Shuang         | Chine        |
| 2    | Simona Krupeckaitė | Lituanie     |
| 3    | Daniela Larreal    | Venezuela    |
| 4    | Lee Wai-sze        | Hong Kong    |
| 5    | Lee Hye-Jin        | Corée du Sud |
| 6    | Olga Panarina      | Biélorussie  |

### Repêchages
Série 1
| Rang | Coureuse         | Pays        |
| ---- | ---------------- | ----------- |
| 1    | Willy Kanis      | Pays-Bas    |
| 2    | Lee Wai-sze      | Hong Kong   |
| 3    | Monique Sullivan | Canada      |
| 4    | Lisandra Guerra  | Cuba        |
| 5    | Olga Panarina    | Biélorussie |
| 6    | Juliana Gaviria  | Colombie    |

Série 2
| Rang | Coureuse        | Pays             |
| ---- | --------------- | ---------------- |
| 1    | Clara Sanchez   | France           |
| 2    | Natasha Hansen  | Nouvelle-Zélande |
| 3    | Daniela Larreal | Venezuela        |
| 4    | Lyubov Shulika  | Ukraine          |
| 5    | Fatehah Mustapa | Malaisie         |
| 6    | Lee Hye-Jin     | Corée du Sud     |

### Demi-finales
Série 1
| Rang | Coureuse           | Pays      |
| ---- | ------------------ | --------- |
| 1    | Anna Meares        | Australie |
| 2    | Monique Sullivan   | Canada    |
| 3    | Lee Wai-sze        | Hong Kong |
| 4    | Willy Kanis        | Pays-Bas  |
| 5    | Simona Krupeckaitė | Lituanie  |
| 6    | Kristina Vogel     | Allemagne |

Série 2
| Rang | Coureuse           | Pays             |
| ---- | ------------------ | ---------------- |
| 1    | Victoria Pendleton | Grande-Bretagne  |
| 2    | Clara Sanchez      | France           |
| 3    | Guo Shuang         | Chine            |
| 4    | Ekaterina Gnidenko | Russie           |
| 5    | Natasha Hansen     | Nouvelle-Zélande |
| 6    | Daniela Larreal    | Venezuela        |

Manche de classement (7-12)
| Rang | Coureuse           | Pays             |
| ---- | ------------------ | ---------------- |
| 7    | Simona Krupeckaitė | Lituanie         |
| 8    | Ekaterina Gnidenko | Russie           |
| 9    | Daniela Larreal    | Venezuela        |
| 10   | Kristina Vogel     | Allemagne        |
| 11   | Natasha Hansen     | Nouvelle-Zélande |
| 12   | Willy Kanis        | Pays-Bas         |

### Finale
| Rang                                | Coureuse           | Pays            |
| ----------------------------------- | ------------------ | --------------- |
| Médaille d'or, Jeux olympiques      | Victoria Pendleton | Grande-Bretagne |
| Médaille d'argent, Jeux olympiques  | Guo Shuang         | Chine           |
| Médaille de bronze, Jeux olympiques | Lee Wai-sze        | Hong Kong       |
| 4                                   | Clara Sanchez      | France          |
| 5                                   | Anna Meares        | Australie       |
| 6                                   | Monique Sullivan   | Canada          |